# جوليان لومباردي
جوليان لومباردي (بالإنجليزية: Julian Lombardi)‏ هو عالم حاسوب أمريكي، ولد في 11 نوفمبر 1956.

## وصلات خارجية
- الموقع الرسمي